# Правительство Проди (второе)
Второе правительство Проди (итал. Secondo governo Prodi) — 59-е правительство Итальянской Республики, действовало с 17 мая 2006 по 8 мая 2008 года во главе с Романо Проди.

## История
Второе правительство Проди сформировано по итогам парламентских выборов 9-10 апреля 2006 года, которые обеспечили левоцентристской коалиции небольшое преимущество в обеих палатах парламента, и вступило в свои полномочия 17 мая 2006 года.
17 июля 2006 года вступил в силу закон об утверждении постановления правительства от 18 мая 2006 года № 181, в соответствии с которым были изменены функции Министерства экономического развития, Министерство просвещения (Ministero dell’Istruzione) переименовано в Министерство общественного просвещения (Ministero della Pubblica Istruzione), Министерство окружающей среды и защиты земель (Ministero dell’ambiente e della tutela del territorio) — в Министерство окружающей среды и защиты земель и моря (Ministero dell’ambiente e della tutela del territorio e del mare), Министерство сельскохозяйственной и лесной политики (Ministero delle politiche agricole e forestali) — в Министерство сельскохозяйственной, продовольственной и лесной политики (Ministero delle politiche agricole, alimentari e forestali), а также изменена система министерств, установленная статьёй 2 распоряжения правительства № 300 от 30 июля 1999 года (учреждён перечень из 18 министерств вместо прежних 13).
Основу правительственной коалиции составляла партия «Левые демократы», которая на съезде в апреле 2007 года приняла решение о присоединении к создаваемой Демократической партии, и в октябре того же года слияние произошло. Часть членов партии ЛД, не согласившихся с этим решением, образовали партию «Демократические левые».
16 января 2008 года министр юстиции Клементе Мастелла подал в отставку после решения о домашнем аресте его жены, председателя регионального совета Кампании Сандры Лонардо, в рамках расследования по подозрению в коррупции, в которое был вовлечён и сам Мастелла. Проди принял отставку, но ушедший министр представлял в правительстве партию Пополяры-Союз демократов за Европу, которая имела 10 мест в нижней палате парламента и 3 — в верхней. 23 января 2008 года правительство получило вотум доверия в Палате депутатов, а 24 января состоялось голосование по тому же вопросу в Сенате, где правящая коалиция располагала лишь минимальным большинством. Дискуссия в Сенате была на десять минут прервана, поскольку лидер фракции ПСДЕ Томмазо Барбато стал угрожать однопартийцу Нуччо Кузумано, выступившему в поддержку правительства, и оскорблять его. В момент голосования вопроса о доверии правительству двое из 322 сенаторов отсутствовали, 156 проголосовали «за», 161 — «против». Президент Наполитано обратился к правительству с просьбой исполнять свои обязанности до формирования нового правительства.
13-14 апреля 2008 года прошли парламентские выборы, на которых победу одержали правоцентристы.
8 мая 2008 года приступило к исполнению своих обязанностей четвёртое правительство Берлускони.

## Правящая коалиция
- Коалиция «Союз»:
  - Олива
    - Левые демократы (ЛД)
    - «Маргаритка»

  - Партия коммунистического возрождения (ПКВ)
  - Роза в кулаке[итал.]
  - Италия ценностей (ИЦ)
  - Федерация зелёных (ФЗ)
  - Пополяры-Союз демократов за Европу (ПСДЕ)
  - Партия итальянских коммунистов (ПИК)

## Изменения в составе
24 апреля 2007 года президент Наполитано подписал указ об освобождении от должности младшего статс-секретаря Министерства экономического развития избранного сенатором Паоло Джаретта и назначении на его должность в правительстве Марко Страдиотто.
1 октября 2007 года младший статс-секретарь Министерства юстиции Даниела Мелькиорре, представлявшая в правительстве партию «Маргаритка», вместе с другими сторонниками Ламберто Дини вошла в число основателей партии Либеральные демократы, 11 марта 2008 года вместе со своей новой партией перешла в Народ свободы, и 19 марта 2008 года президент Наполитано утвердил её отставку.
2 января 2008 года подал в отставку младший статс-секретарь Министерства внешней торговли Мауро Агостини, 7 января 2008 года президент Наполитано принял его отставку.
6 мая 2008 года Марко Страдиотто оставил должность младшего статс-секретаря Министерства экономического развития в связи с избранием его в Сенат.
7 мая 2008 года Эмма Бонино и Ваннино Кити вышли из правительства в связи с избранием их заместителями председателя Сената, а Рози Бинди — в связи с избранием её заместителем председателя Палаты депутатов.

## Состав правительства
| Ведомство                                                              | Должность                | Имя                                  | Партийная принадлежность            | Примечания |
| ---------------------------------------------------------------------- | ------------------------ | ------------------------------------ | ----------------------------------- | --- |
| Аппарат Совета министров                                               | Председатель             | Романо Проди                         | Олива                               | |
|                                                                        | Заместитель председателя | Массимо Д’Алема                      | ЛД                                  | |
|                                                                        | Заместитель председателя | Франческо Рутелли                    | «Маргаритка»                        | |
|                                                                        | Младший статс-секретарь  | Энрико Летта                         | «Маргаритка»                        | Секретарь аппарата Совета министров                                                                                                |
|                                                                        | Младший статс-секретарь  | Энрико Луиджи Микели                 | «Маргаритка»                        | Сфера ответственности — информация и безопасность.                                                                                 |
|                                                                        | Младший статс-секретарь  | Фабио Гоббо                          | Независимый                         | Сфера ответственности — экономическое планирование. Занимал должность до 6 апреля 2008 года.                                       |
|                                                                        | Младший статс-секретарь  | Рикардо Франко Леви                  | Олива                               | |
| Министерство иностранных дел                                           | Министр                  | Массимо Д’Алема                      | ЛД                                  | |
|                                                                        | Заместитель министра     | Уго Интини                           | Роза в кулаке                       | |
|                                                                        | Заместитель министра     | Патриция Сентинелли                  | ПКВ                                 | |
|                                                                        | Заместитель министра     | Франко Даниели                       | «Маргаритка»                        | Сфера ответственности — итальянцы в мире.                                                                                          |
|                                                                        | Младший статс-секретарь  | Фамиано Кручанелли                   | ДЛ                                  | До 2007 года представлял партию ЛД.                                                                                                |
|                                                                        | Младший статс-секретарь  | Донато Ди Санто                      | ЛД                                  | |
|                                                                        | Младший статс-секретарь  | Джанни Вернетти                      | «Маргаритка»                        | |
|                                                                        | Младший статс-секретарь  | Бобо Кракси                          | ИС                                  | |
| Министерство внутренних дел                                            | Министр                  | Джулиано Амато                       | Олива                               | |
|                                                                        | Заместитель министра     | Марко Миннити                        | ЛД                                  | Ответственный за связи с силами правопорядка.                                                                                      |
|                                                                        | Младший статс-секретарь  | Марчелла Лучиди                      | ЛД                                  | |
|                                                                        | Младший статс-секретарь  | Этторе Розато                        | «Маргаритка»                        | |
|                                                                        | Младший статс-секретарь  | Алессандро Пайно                     | Независимый                         | |
|                                                                        | Младший статс-секретарь  | Франко Бонато                        | ПКВ                                 | |
| Министерство обороны                                                   | Министр                  | Артуро Паризи                        | «Маргаритка»                        | |
|                                                                        | Младший статс-секретарь  | Джованни Лоренцо Форчьери            | ЛД                                  | |
|                                                                        | Младший статс-секретарь  | Эмидио Казула                        | Роза в кулаке                       | |
|                                                                        | Младший статс-секретарь  | Марко Верцаски                       | ПСДЕ                                | Занимал должность до 7 декабря 2007                                                                                                |
| Министерство юстиции                                                   | Министр                  | Клементе Мастелла                    | ПСДЕ                                | Занимал должность до 17 января 2008 года.                                                                                          |
|                                                                        | Министр                  | Романо Проди                         | Олива                               | Временно исполнял обязанности с 17 января 2008 по 7 февраля 2008 года.                                                             |
|                                                                        | Министр                  | Луиджи Скотти                        | Независимый, по квоте ПИК           | Занимал должность с 7 февраля 2008 года.                                                                                           |
|                                                                        | Младший статс-секретарь  | Луиджи Манкони                       | ЛД                                  | |
|                                                                        | Младший статс-секретарь  | Альберто Маритати                    | ЛД                                  | |
|                                                                        | Младший статс-секретарь  | Даниела Мелькиорре                   | ЛД                                  | До 1 октября 2007 года представляла партию «Маргаритка», 11 марта 2008 года перешла в Народ свободы, 19 марта утверждена отставка. |
|                                                                        | Младший статс-секретарь  | Луиджи Скотти                        | Независимый, по квоте ПИК           | Занимал должность до 6 февраля 2008 года.                                                                                          |
|                                                                        | Младший статс-секретарь  | Луиджи Ли Готти                      | ИЦ                                  | |
| Министерство экономики и финансов                                      | Министр                  | Томмазо Падоа-Скьоппа                | Независимый                         | |
|                                                                        | Заместитель министра     | Винченцо Виско                       | ЛД                                  | Сфера ответственности — финансы.                                                                                                   |
|                                                                        | Заместитель министра     | Роберто Пинца                        | «Маргаритка»                        | Сфера ответственности — бюджет. |
|                                                                        | Младший статс-секретарь  | Массимо Тонони                       | Олива                               | |
|                                                                        | Младший статс-секретарь  | Паоло Ченто                          | ФЗ                                  | |
|                                                                        | Младший статс-секретарь  | Марио Леттьери                       | «Маргаритка»                        | |
|                                                                        | Младший статс-секретарь  | Альфиеро Гранди                      | ДЛ                                  | До 2007 года представлял партию ЛД.                                                                                                |
|                                                                        | Младший статс-секретарь  | Антонанджело Казула                  | ЛД                                  | Занимал должность до 20 мая 2009 года.                                                                                             |
|                                                                        | Младший статс-секретарь  | Никола Сартор                        | Независимый                         | |
| Министерство экономического развития                                   | Министр                  | Пьер Луиджи Берсани                  | ЛД                                  | |
|                                                                        | Заместитель министра     | Серджо Д’Антони                      | «Маргаритка»                        | |
|                                                                        | Младший статс-секретарь  | Филиппо Биббико                      | ЛД                                  | |
|                                                                        | Младший статс-секретарь  | Паоло Джаретта                       | «Маргаритка»                        | Занимал должность до 24 апреля 2007 года.                                                                                          |
|                                                                        | Младший статс-секретарь  | Марко Страдиотто                     | «Маргаритка»                        | Занимал должность с 24 апреля 2007 года по 6 мая 2008 года.                                                                        |
|                                                                        | Младший статс-секретарь  | Альфонсо Джанни                      | ПКВ                                 | |
| Министерство сельскохозяйственной, продовольственной и лесной политики | Министр                  | Паоло Де Кастро                      | Олива                               | |
|                                                                        | Младший статс-секретарь  | Гвидо Тампьери                       | ЛД                                  | |
|                                                                        | Младший статс-секретарь  | Стефано Боко                         | ФЗ                                  | |
|                                                                        | Младший статс-секретарь  | Джованни Монджелло                   | Объединённые христианские демократы | Занимал должность с 9 июня 2006 года.                                                                                              |
| Министерство труда и социального обеспечения                           | Министр                  | Чезаре Дамиано                       | ЛД                                  | |
|                                                                        | Младший статс-секретарь  | Антонио Монтаньино                   | «Маргаритка»                        | |
|                                                                        | Младший статс-секретарь  | Роза Ринальди                        | ПКВ                                 | |
| Министерство здравоохранения                                           | Министр                  | Ливия Турко                          | ЛД                                  | |
|                                                                        | Младший статс-секретарь  | Серафино Дзукелли                    | ЛД                                  | |
|                                                                        | Младший статс-секретарь  | Антонио Гальоне                      | «Маргаритка»                        | |
|                                                                        | Младший статс-секретарь  | Джан Паоло Патта                     | Независимый, по квоте ПИК           | |
| Министерство инфраструктуры                                            | Министр                  | Антонио Ди Пьетро                    | ИЦ                                  | |
|                                                                        | Заместитель министра     | Анджело Каподиказа                   | ЛД                                  | |
|                                                                        | Младший статс-секретарь  | Луиджи Медури                        | «Маргаритка»                        | |
|                                                                        | Младший статс-секретарь  | Томмазо Казилло                      | Роза в кулаке                       | |
| Министерство транспорта                                                | Министр                  | Алессандро Бьянки                    | Независимый, по квоте ПИК           | |
|                                                                        | Заместитель министра     | Чезаре Де Пикколи                    | ЛД                                  | |
|                                                                        | Младший статс-секретарь  | Андреа Аннунциата                    | «Маргаритка»                        | |
|                                                                        | Младший статс-секретарь  | Раффаэле Джентиле (Raffaele Gentile) | Роза в кулаке                       | Занимал должность с 9 июня 2006 года.                                                                                              |
| Министерство окружающей среды и защиты суши и моря                     | Министр                  | Альфонсо Пекораро-Сканио             | Федерация зелёных                   | |
|                                                                        | Младший статс-секретарь  | Джанни Пьятти                        | ЛД                                  | |
|                                                                        | Младший статс-секретарь  | Бруно Деттори                        | «Маргаритка»                        | |
|                                                                        | Младший статс-секретарь  | Лаура Маркетти                       | ПКВ                                 | |
| Министерство общественного просвещения (Италия)                        | Министр                  | Джузеппе Фьорони                     | «Маргаритка»                        | |
|                                                                        | Младший статс-секретарь  | Марианджела Бастико                  | ЛД                                  | |
|                                                                        | Младший статс-секретарь  | Гаэтано Паскарелла                   | ЛД                                  | |
|                                                                        | Младший статс-секретарь  | Летиция Де Торре                     | «Маргаритка»                        | |
| Министерство культурного наследия и культурной деятельности            | Министр                  | Франческо Рутелли                    | «Маргаритка»                        | С полномочиями в сфере туризма. |
|                                                                        | Младший статс-секретарь  | Элена Монтекки                       | ЛД                                  | |
|                                                                        | Младший статс-секретарь  | Андреа Маркуччи                      | «Маргаритка»                        | |
|                                                                        | Младший статс-секретарь  | Даниэлле Маццонис                    | ПКВ                                 | |
| Министерство связи                                                     | Министр                  | Паоло Джентилони                     | «Маргаритка»                        | |
|                                                                        | Младший статс-секретарь  | Луиджи Вимеркати                     | ЛД                                  | |
|                                                                        | Младший статс-секретарь  | Джорджо Кало                         | ИЦ                                  | |
| Министерство внешней торговли                                          | Министр                  | Эмма Бонино                          | Роза в кулаке                       | Занимала должность с 18 мая 2006 по 7 мая 2008 года                                                                                |
|                                                                        | Младший статс-секретарь  | Мауро Агостини                       | ЛД                                  | Занимал должность до 7 января 2008 года.                                                                                           |
|                                                                        | Младший статс-секретарь  | Милош Будин                          | ЛД                                  | |
| Министерство социальной солидарности                                   | Министр                  | Паоло Ферреро                        | ПКВ                                 | |
|                                                                        | Младший статс-секретарь  | Франка Донаджио                      | ЛД                                  | |
|                                                                        | Младший статс-секретарь  | Кристина Де Лука                     | «Маргаритка»                        | |
| Министерство университетов и научных исследований                      | Министр                  | Фабио Мусси                          | ДЛ                                  | До 2007 года представлял партию ЛД.                                                                                                |
|                                                                        | Младший статс-секретарь  | Лучано Модика                        | ЛД                                  | |
|                                                                        | Младший статс-секретарь  | Нандо далла Кьеза                    | «Маргаритка»                        | |
| Институциональные реформы и связи с парламентом                        | Министр без портфеля     | Ваннино Кити                         | ЛД                                  | Занимал должность до 7 мая 2008 года.                                                                                              |
|                                                                        | Младший статс-секретарь  | Джампаоло Д’Андреа                   | «Маргаритка»                        | |
|                                                                        | Младший статс-секретарь  | Паоло Наккарато                      | Олива                               | |
| Связи с регионами и автономиями                                        | Министр без портфеля     | Линда Ланциллотта                    | «Маргаритка»                        | |
|                                                                        | Младший статс-секретарь  | Пьетро Колоннелла                    | ЛД                                  | |
| Семейная политика                                                      | Министр без портфеля     | Рози Бинди                           | «Маргаритка»                        | Занимала должность до 7 мая 2008 года.                                                                                             |
|                                                                        | Младший статс-секретарь  | Кьяра Аччарини                       | ДЛ                                  | До 2007 года представляла партию ЛД.                                                                                               |
| Европейская политика                                                   | Министр без портфеля     | Эмма Бонино                          | Роза в кулаке                       | Занимала должность до 7 мая 2008 года.                                                                                             |
| Реформы и инновации в государственной службе                           | Министр без портфеля     | Луиджи Николя                        | ЛД                                  | |
|                                                                        | Младший статс-секретарь  | Беатриче Маньольфи                   | ЛД                                  | |
|                                                                        | Младший статс-секретарь  | Джан Пьеро Скану                     | «Маргаритка»                        | |
| Актуализация программы правительства                                   | Министр без портфеля     | Джулио Сантагата                     | «Маргаритка»                        | |
| Обеспечение прав и равных возможностей                                 | Министр без портфеля     | Барбара Полластрини                  | ЛД                                  | |
|                                                                        | Младший статс-секретарь  | Донателла Лингуити                   | ПКВ                                 | |
| Молодёжная политика и спорт                                            | Министр без портфеля     | Джованна Меландри                    | ЛД                                  | |
|                                                                        | Младший статс-секретарь  | Джованни Лолли                       | ЛД                                  | |
|                                                                        | Младший статс-секретарь  | Элидио Де Паоли                      | ЛЛЛ                                 | |